# Maxime Pascal
 (juillet 2015).
Maxime Pascal est un chef d'orchestre français, né le 9 septembre 1985 à Nantes. Il est le cofondateur de l'orchestre Le Balcon.
Né de parents musiciens, Maxime Pascal débute tôt l’apprentissage du piano puis du violon à Carcassonne. Il est admis en 2005 au Conservatoire national supérieur de musique et de danse de Paris dans les classes d'écriture, d'analyse musicale et d'orchestration. Ressentant rapidement la nécessité de diriger, il s'inscrit dans la classe de direction d'orchestre de François-Xavier Roth.

## Le Balcon
Encore étudiant, il fonde en 2008 l’orchestre Le Balcon (nommé d’après la pièce de Jean Genet), conjointement avec les compositeurs Pedro Garcia-Velasquez, Juan-Pablo Carreño et Mathieu Costecalde, le pianiste Alphonse Cemin et l’ingénieur du son Florent Derex. La particularité de cet orchestre à géométrie variable, jouant tous les répertoires, est de faire appel aux techniques de sonorisation. Maxime Pascal y développe sa vision du spectacle musical : ce doit être une expérience saisissante et radicale pour les spectateurs. Il est ainsi amené  à travailler avec des personnalités comme Pierre Boulez, George Benjamin, Michaël Levinas ou Arthur Lavandier.
L'Athénée Théâtre Louis-Jouvet  devient en 2013 lieu de résidence pour Maxime Pascal. Il y donne avec Le Balcon  l'opéra Ariadne auf Naxos de Richard Strauss mis en scène par Benjamin Lazar, un spectacle  vidéo  sur le Pierrot Lunaire créé par l'artiste colombien Nieto, Le Viol de Lucrèce de Benjamin Britten ou encore tout récemment l'opéra Le Balcon de Peter Eötvös mis en scène par Damien Bigourdan.
Par ailleurs, la grande fascination qu'exercent sur lui les opéras de Stockhausen l'a conduit à travailler à Cologne avec Suzanne Stephens et Kathinka Pasveer et à jouer à Paris plusieurs scènes de ces opéras.

## Carrière
Maxime Pascal a également dirigé l'Orchestre National de Lille, la Camerata Salzburg, le SWR Sinfonieorchester de Baden-Baden und Freiburg, le Kammerorchester de Munich et le Gustav Mahler Jugendorchester. Il a été invité au Festival Musica de Strasbourg, à la Folle Journée de Nantes, au Festival Ars Musica de Bruxelles, au Festival de Pâques de Deauville, à la Villa Médicis de Rome, au festival Paris Quartier d'été, au Festival Messiaen de la Meije, au Festival Berlioz de la Côte Saint-André, au BIFEM de Bendigo en Australie, au Festival de Salzbourg, au Théâtre Impérial de Compiègne, à l'Opéra d'Avignon et au Festival de Saint-Denis. Très attaché au rayonnement de la pratique symphonique amateur, il est depuis 2008 le directeur musical de l'Orchestre Impromptu, un orchestre amateur parisien.
En 2015, il fait ses débuts à l'Opéra Garnier sous la direction de Benjamin Millepied.
En octobre 2023, Maxime Pascal est nommé directeur musical de l'Orchestre symphonique d'Helsingborg à compter d'août 2024, pour un mandat de trois ans. 

## Soutien et récompenses
Maxime Pascal est soutenu depuis 2012 par la Fondation Orange. Il est également en résidence à la Fondation Singer-Polignac depuis septembre 2010. L’Académie des Beaux-Arts lui décerne en novembre 2011 à l’Institut de France le Prix de Musique de la Fondation Simone et Cino del Duca pour le début de sa carrière. En mars 2014, il est le premier Français à remporter le Nestlé and Salzburg Festival Young Conductors Award.